# Шефилд (Охајо)
Шефилд (енгл. Sheffield) град је у америчкој савезној држави Охајо.

## Демографија
По попису из 2010. године број становника је 3.982, што је 1.033 (35,0%) становника више него 2000. године.
| Група             | 2000.         | 2010.         |
| Белци             | 2.597 (88,1%) | 3.404 (85,5%) |
| Афроамериканци    | 126 (4,3%)    | 161 (4,0%)    |
| Азијати           | 24 (0,8%)     | 108 (2,7%)    |
| Хиспаноамериканци | 175 (5,9%)    | 242 (6,1%)    |
| Укупно            | 2.949         | 3.982         |